# Danilo Lekić
Danilo Lekić, črnogorski general, * 13. junij 1913, † 3. oktober 1986.

## Življenjepis
Diplomiral je na Filozofski fakulteti v Skopju. Leta 1935 je postal član KPJ. Med letoma 1937 in 1939 se je boril kot politični komisar bataljona v španski državljanski vojni. 
Naslednji dve leti je bil v francoski in nemški internaciji. Leta 1941 se je vrnil v Jugoslavijo in se pridružil NOVJ. Sprva je bil politični komisar več enot, nato pa poveljnik 1. proletarske brigade, 16. divizije in 12. korpusa.
Po vojni je končal Vojaško akademijo Vorošilov in VVA JLA ter bil poveljnik armade, glavni inšpektor Glavne inšpekcije JLA, načelnik Zgodovinskega oddelka MNO, glavni urednik Redakcije vojaške enciklopedije, vojaški ataše v ZDA,...
Leta 1956 je prestopil v diplomacijo (z nazivom veleposlanika) in bil pomočnik državnega sekretarja za zunanje zadeve, stalni predstavnik SFRJ v OZN,... Bil je tudi predsednik komisije Predsedništva ZKJ za nacionalno obrambo.